# Copa Africana de Naciones 1978
La Copa Africana de Naciones de 1978 fue la undécima edición del torneo  de fútbol más importante de naciones de África. Fue organizado en Ghana. Jugaron ocho equipos distribuidos en dos grupos de cuatro equipos en los que clasificaban los dos primeros de cada grupo a semifinales. La selección local ganó el tercer título de su historia venciendo a Uganda por 2 a 0.

## Sedes
| Acra                 | Accra Kumasi | Kumasi                |
| Accra Sports Stadium | Accra Kumasi | Kumasi Sports Stadium |
| Capacidad: 40,000    | Accra Kumasi | Capacidad: 40,500     |
|                      | Accra Kumasi |                       |

## Equipos participantes
Para el proceso de clasificación, véase Clasificación para la Copa Africana de Naciones de 1978
En cursiva, los equipos debutantes.
| Equipos participantes | Equipos participantes | Equipos participantes | Equipos participantes |
| --------------------- | --------------------- | --------------------- | --------------------- |
| Alto Volta            | República del Congo   | Ghana                 | Marruecos             |
| Nigeria               | Túnez                 | Uganda                | Zambia                |

## Resultados

### Primera fase

#### Grupo A
| Equipo     | Pts | PJ | PG | PE | PP | GF | GC | Dif |
| ---------- | --- | -- | -- | -- | -- | -- | -- | --- |
| Ghana      | 5   | 3  | 2  | 1  | 0  | 6  | 2  | 4   |
| Nigeria    | 4   | 3  | 1  | 2  | 0  | 5  | 3  | 2   |
| Zambia     | 3   | 3  | 1  | 1  | 1  | 3  | 2  | 1   |
| Alto Volta | 0   | 3  | 0  | 0  | 3  | 2  | 9  | -7  |

| 5 de marzo de 1978 | Nigeria                                        | 4:2 (3:0) | Alto Volta           | Estadio Ohene Djan, Acra                               |                                                        |
|                    | Chukwu 17' · Amiesimaka 31' · Odegbami 44' 82' |           | Hien 50' · Koita 52' | Asistencia: 50 000 espectadores Árbitro(s): Titi Sylla | Asistencia: 50 000 espectadores Árbitro(s): Titi Sylla |

| 5 de marzo de 1978 | Ghana                   | 2:1 (1:1) | Zambia    | Estadio Ohene Djan, Acra                                     |                                                              |
|                    | Afriyie 21' · Razak 55' |           | Kapita 8' | Asistencia: 50 000 espectadores Árbitro(s): Suleiman El-Naim | Asistencia: 50 000 espectadores Árbitro(s): Suleiman El-Naim |

| 8 de marzo de 1978 | Zambia                    | 2:0 (1:0) | Alto Volta | Estadio Ohene Djan, Acra                                 |                                                          |
|                    | P.Phiri 20' · B.Phiri 88' |           |            | Asistencia: 60 000 espectadores Árbitro(s): Claude Monty | Asistencia: 60 000 espectadores Árbitro(s): Claude Monty |

| 8 de marzo de 1978 | Nigeria      | 1:1 (1:0) | Ghana      | Estadio Ohene Djan, Acra |                    |
|                    | Odegbami 33' |           | Klutse 76' | Árbitro(s): 60 000       | Árbitro(s): 60 000 |

| 10 de marzo de 1978 | Zambia | 0:0 | Nigeria | Estadio Ohene Djan, Acra                                    |  |
|                     |        |     |         | Asistencia: 25 000 espectadores Árbitro(s): Youssou N'Diaye |  |

| 10 de marzo de 1978 | Alto Volta | 0:3 (0:1) | Ghana                  | Estadio Ohene Djan, Acra                                   |                                                            |
|                     |            |           | Alhassan 3' 59' · Polo | Asistencia: 25 000 espectadores Árbitro(s): Pierre Mutombo | Asistencia: 25 000 espectadores Árbitro(s): Pierre Mutombo |

#### Grupo B
| Equipo              | Pts | PJ | PG | PE | PP | GF | GC | Dif |
| ------------------- | --- | -- | -- | -- | -- | -- | -- | --- |
| Uganda              | 4   | 3  | 2  | 0  | 1  | 7  | 4  | 3   |
| Túnez               | 4   | 3  | 1  | 2  | 0  | 4  | 2  | 2   |
| Marruecos           | 3   | 3  | 1  | 1  | 1  | 2  | 4  | -2  |
| República del Congo | 1   | 3  | 0  | 1  | 2  | 1  | 4  | -3  |

| 6 de marzo de 1978 | Marruecos | 1:1 (1:0) | Túnez     | Estadio Baba Yara, Kumasi                                     |                                                               |
|                    | Acila 29' |           | Kaabi 63' | Asistencia: 5.000 espectadores Árbitro(s): Gebreyesus Tesfaye | Asistencia: 5.000 espectadores Árbitro(s): Gebreyesus Tesfaye |

| 6 de marzo de 1978 | República del Congo | 1:3 (0:2) | Uganda                                | Estadio Baba Yara, Kumasi                                |                                                          |
|                    | Mamounoubala 80'    |           | Omondi 1' · Semwanga 31' · Kisitu 81' | Asistencia: 5.000 espectadores Árbitro(s): Hussein Fahmy | Asistencia: 5.000 espectadores Árbitro(s): Hussein Fahmy |

| 9 de marzo de 1978 | Túnez                      | 3:1 (2:0) | Uganda      | Estadio Baba Yara, Kumasi                                     |                                                               |
|                    | Labidi 36' · Aziza 38' 83' |           | Musenze 71' | Asistencia: 5.000 espectadores Árbitro(s): Abdelkader Aouissi | Asistencia: 5.000 espectadores Árbitro(s): Abdelkader Aouissi |

| 9 de marzo de 1978 | Marruecos | 1:0 (1:0) | República del Congo | Estadio Baba Yara, Kumasi                                  |                                                            |
|                    | Acila 28' |           |                     | Asistencia: 5.000 espectadores Árbitro(s): Youssou N'Diaye | Asistencia: 5.000 espectadores Árbitro(s): Youssou N'Diaye |

| 11 de marzo de 1978 | Túnez | 0:0 | República del Congo | Estadio Baba Yara, Kumasi                                     |  |
|                     |       |     |                     | Asistencia: 5.000 espectadores Árbitro(s): Salem Mohamed Adal |  |

| 11 de marzo de 1978 | Uganda                                | 3:0 (3:0) | Marruecos | Estadio Baba Yara, Kumasi                                            |                                                                      |
|                     | Kisitu 13' · Nsereko 32' · Omondi 36' |           |           | Asistencia: 5.000 espectadores Árbitro(s): Théophile Lawson-Hétchéli | Asistencia: 5.000 espectadores Árbitro(s): Théophile Lawson-Hétchéli |

### Segunda fase
|  | Semifinales         | Semifinales         |   |                   | Final             | Final |  |
|  |                     |                     |   |                   |                   |       |  |
|  |                     |                     |   |                   |                   |       |  |
|  | Acra, 14 de marzo   |                     |   |                   |                   |       |  |
|  | Ghana               | 1                   |   |                   |                   |       |  |
|  | Túnez               | 0                   |   |                   |                   |       |  |
|  |                     |                     |   |                   |                   |       |  |
|  |                     |                     |   |                   | Acra, 16 de marzo |       |  |
|  |                     |                     |   |                   | Ghana             | 2     |  |
|  |                     | Uganda              | 0 |                   |                   |       |  |
|  |                     |                     |   |                   |                   |       |  |
|  |                     |                     |   |                   |                   |       |  |
|  |                     |                     |   |                   | Tercer lugar      |       |  |
|  | Kumasi, 14 de marzo | Kumasi, 14 de marzo |   | Acra, 16 de marzo | Acra, 16 de marzo |       |  |
|  | Uganda              | 2                   |   | Túnez             | 0                 |       |  |
|  | Nigeria             | 1                   |   |                   | Nigeria (w.o.)    | 2     |  |

#### Semifinales
| 14 de marzo de 1978 | Ghana     | 1:0 (0:0) | Túnez | Estadio Ohene Djan, Acra                                     |                                                              |
|                     | Razak 57' |           |       | Asistencia: 60.000 espectadores Árbitro(s): Youssef El-Ghoul | Asistencia: 60.000 espectadores Árbitro(s): Youssef El-Ghoul |

| 14 de marzo de 1978 | Uganda                 | 2:1 (1:0) | Nigeria | Estadio Baba Yara, Kumasi                                      |                                                                |
|                     | Nasur 11' · Omondi 58' |           | Eyo 54' | Asistencia: 10.000 espectadores Árbitro(s): Abdelkader Aouissi | Asistencia: 10.000 espectadores Árbitro(s): Abdelkader Aouissi |

#### Tercer lugar
| 16 de marzo de 1978 | Nigeria      | 1:1 | Túnez    | Estadio Ohene Djan, Acra                                              |                                                                       |
| | Mohammed 42' |     | Akid 19' | Asistencia: 60.000 espectadores Árbitro(s): Théophile Lawson-Hétchéli | Asistencia: 60.000 espectadores Árbitro(s): Théophile Lawson-Hétchéli |
| El equipo tunecino se retiró a los 42' con un resultado de 1:1 en señal de protesta por el arbitraje. Finalmente se le concede el partido a Nigeria por 2:0. |              |     |          |                                                                       |                                                                       |

#### Final
| 16 de marzo de 1978 | Ghana           | 2:0 (1:0) | Uganda | Estadio Ohene Djan, Acra                                     |                                                              |
|                     | Afriyie 38' 64' |           |        | Asistencia: 60.000 espectadores Árbitro(s): Youssef El-Ghoul | Asistencia: 60.000 espectadores Árbitro(s): Youssef El-Ghoul |

|                           |
| Bandera de Ghana          |
| Campeón Ghana 3.er título |

## Clasificación general
| Equipo | Equipo              | Pts | PJ | PG | PE | PP | GF | GC | Dif | Rend  |
| ------ | ------------------- | --- | -- | -- | -- | -- | -- | -- | --- | ----- |
| 1      | Ghana               | 9   | 5  | 4  | 1  | 0  | 9  | 2  | 7   | 90%   |
| 2      | Uganda              | 6   | 5  | 3  | 0  | 2  | 9  | 7  | 2   | 60%   |
| 3      | Nigeria             | 6   | 5  | 2  | 2  | 1  | 8  | 5  | 3   | 60%   |
| 4      | Túnez               | 4   | 5  | 1  | 2  | 2  | 4  | 5  | -1  | 40%   |
| 5      | Zambia              | 3   | 3  | 1  | 1  | 1  | 3  | 2  | 1   | 50%   |
| 6      | Marruecos           | 3   | 3  | 1  | 1  | 1  | 2  | 4  | -2  | 50%   |
| 7      | República del Congo | 1   | 3  | 0  | 1  | 2  | 1  | 4  | -3  | 16,6% |
| 8      | Alto Volta          | 0   | 3  | 0  | 0  | 3  | 2  | 9  | -7  | 0%    |

## Goleadores
3 goles
- Opoku Afriyie
- Segun Odegbami
- Phillip Omondi

2 goles
- Karim Abdul Razak
- George Alhassan
- Hassan "Acila" Amcharrat
- Abderraouf Ben Aziza
- Godfrey Kisitu

1 gol
- Jacques Mamounoubala
- Willie Klutse
- Mohamed Ali Akid
- Mohammed "Polo" Ahmed
- Adokiye Amiesimaka
- Christian Chukwu
- Martins Eyo
- Ali Kaabi
- Mohsen Labidi
- Samuel Musenze
- Abdulla Nasur
- Moses Nsereko
- Edward Semwanga
- Hubert Hien
- Mamadaou Koïta
- Obby Kapita
- Bizwell Phiri
- Patrick Phiri
- Baba Otu Mohammed

## Equipo ideal
| Porteros        | Defensores                                                     | Mediocampistas                                       | Delanteros                   |
| --------------- | -------------------------------------------------------------- | ---------------------------------------------------- | ---------------------------- |
| Mohammed Hazzaz | Mokhtar Dhouieb James Kuuku Dadzie Khaled Gasmi Larbi Aherdane | Moses Nsereko Abdul Razak Adolf Armah Phillip Omondi | Segun Odegbami Mohammed Polo |